# Тенцинг Норгей
Те́нцинг Но́ргей (непальск. तेन्जिङ नोर्गे, шерп. བསྟན་འཛིན་ནོར་རྒྱས, 29 мая 1914 — 9 мая 1986) — непальский шерпа, альпинист. Один из двух людей (с Эдмундом Хиллари), первыми покоривших высочайшую вершину мира — Эверест (Джомолунгму).

## Биография

### Происхождение и имя
Родился в горной шерпской местности Кхумбу, в Непале. Впоследствии, будучи взрослым, перебрался в Дарджилинг (Индия). Существует вероятность того, что на самом деле он родился в Тибете. После рождения получил имя Намгьял Вангди. Затем, с его слов, по совету ламы, был назван родителями Тенцинг Норгей, что означает «счастливый богатый приверженец религии». В разное время именовался Кхумжунь, Ботиа. Родовое имя — Ганг Ла («снежный перевал»). Не придавал особого значения своему точному возрасту, собственным именам и их транскрипции (шерпы в то время не использовали письменности и точного календаря в быту). Дату рождения он определял приблизительно, по воспоминаниям матери о погоде и сборе урожая.
После обрушившихся на него славы и денег, был вынужден, ради юридических и банковских формальностей, выработать стандартную форму написания имени латиницей — Tenzing Norgay. Это личное имя, состоящее из двух слов. Фамилий и отчеств у шерпов нет, а имена родов сохраняются только в памяти семей. Производные от Tenzing Norgay, в которых части имени используются, как европейская фамилия, или меняются местами, вроде «мистер Норгей» или «Норгей Тенцинг» — широко распространённая ошибка. Сам себя он называл просто Тенцинг. Среди участвующих в экспедициях шерпов, из-за распространённости сходных имён, разных Тенцингов было довольно много.

### Опыт восхождений
До своего исторического восхождения на Эверест в 1953 году Тенцинг уже имел опыт участия в гималайских экспедициях.
Ещё в 1935 году его в числе 16 шерпов привлекли к британской экспедиции Эрика Шиптона. В 1936 (когда он работал с антропологом Джоном Моррисом) и 1938 годах Тенцинг Норгей, будучи ещё совсем молодым носильщиком, участвовал в английских экспедициях на Эверест с «тибетской» (северной) стороны горы. В последней из них он достиг высоты 8290 м.
В 1940-х годах жил на территории туземного княжества Читрал (ныне Пакистан).
В 1947 году он сопровождал канадского альпиниста Эрла Денмана, попытавшегося без разрешения властей проникнуть в Тибет и совершить восхождение на Эверест.
В 1950 году Тенцинг принимал участие в трагически завершившейся попытке восхождения нескольких английских альпинистов на Нанга Парбат (8125 м) в Кашмире.
В 1951 году в составе французской экспедиции взошёл на восточную вершину Нанда Деви (7434 м) в индийских Гималаях. Экспедиция планировала траверс вершин, но он не удался, были жертвы. Впоследствии он считал эту экспедицию самой тяжёлой и опасной из всех, в которых участвовал.
В 1952 году он, в качестве сирдара (старшины нанятых шерпов-носильщиков), принимал участие в двух швейцарских экспедициях на Эверест (с юга). Во время первой из них он вместе с Раймоном Ламбером достиг на Юго-восточном гребне высоты около 8500 м, откуда они были вынуждены повернуть назад из-за утомления и непреодолимой непогоды.
В исторической британской экспедиции 1953 года он также совмещал должности сирдара и полноправного члена штурмовой группы экспедиции. Это отчасти потребовалось из-за его альпинистского опыта 1952 года, так как британская экспедиция использовала аналогичный маршрут. Подобное совмещение обязанностей сам Тенцинг считал крайне хлопотным и утомительным, но в случае с английской экспедицией, с его слов, у него не было выбора.
Больше всего ему нравилось работать со швейцарцами, поддерживающими в экспедиции особый дух товарищества. Напротив, британцы, на его взгляд, держались хотя и корректно, но сухо, формально и слегка по-барски, что усложняло отношения с нанятыми шерпами-носильщиками, по отношению к которым Тенцинг выступал посредником. В частности, при подготовке экспедиции был конфликт, когда группу носильщиков поселили вместе в гараже консульства, а они в отместку за такое обхождение мочились в парке. Поэтому, при прочих равных условиях, он предпочёл бы швейцарцев; хотя и с англичанами тоже умел строить более чем хорошие и продуктивные отношения. В экспедицию 1953 года он пошёл по денежным соображениям, а также потому, что считал её практически обречённой на успех.
Как проводник и альпинист, он имел весьма высокую репутацию из-за опыта и выдающейся высотной выносливости - про Тенцинга говорили, что у него «есть третье лёгкое». Тенцига ценили и за хороший характер, позволявший ему сводить к минимуму конфликты в команде. Техникой скалолазания Тенцинг владел не в полной мере и специально этому не учился. Зато он хорошо умел договариваться с носильщиками и местными жителями (он мог вполне сносно изъясняться на массе местных и нескольких европейских языках), организовывать доставку грузов, лагеря, тропы и страховку, что вполне соответствовало его роли в экспедициях.

### Жизнь между восхождениями
Тенцинг любил горы, предпочитал зарабатывать на восхождениях. Однако экспедиции организовывались нечасто, а желающих наняться в носильщики было много. В промежутках между экспедициями перебивался самыми разными заработками: подённой работой на плантациях, мелкой торговлей, случайными подрядами в качестве проводника или экскурсовода. В числе прочего был однажды нанят, в качестве «прислуги за всё», видным знатоком культуры Непала и Тибета, итальянским профессором Джузеппе Туччи при его исследовательском путешествии в Тибет. В Лхасе присутствовал на аудиенции, дружески данной юным Далай-ламой XIV близко знакомому профессору; встречался с Генрихом Харрером и Петером Ауфшнайтером. Впоследствии считал это путешествие с разговорчивым и крайне энергичным профессором весьма поучительным и даже паломническим. С помощью знакомых англичан в трудные времена, наступившие с началом войны, устраивался работать поваром на британской военной базе. Тенцинг постоянно нуждался, а стабильный доход приобрёл только после знаменитой экспедиции 1953 года.

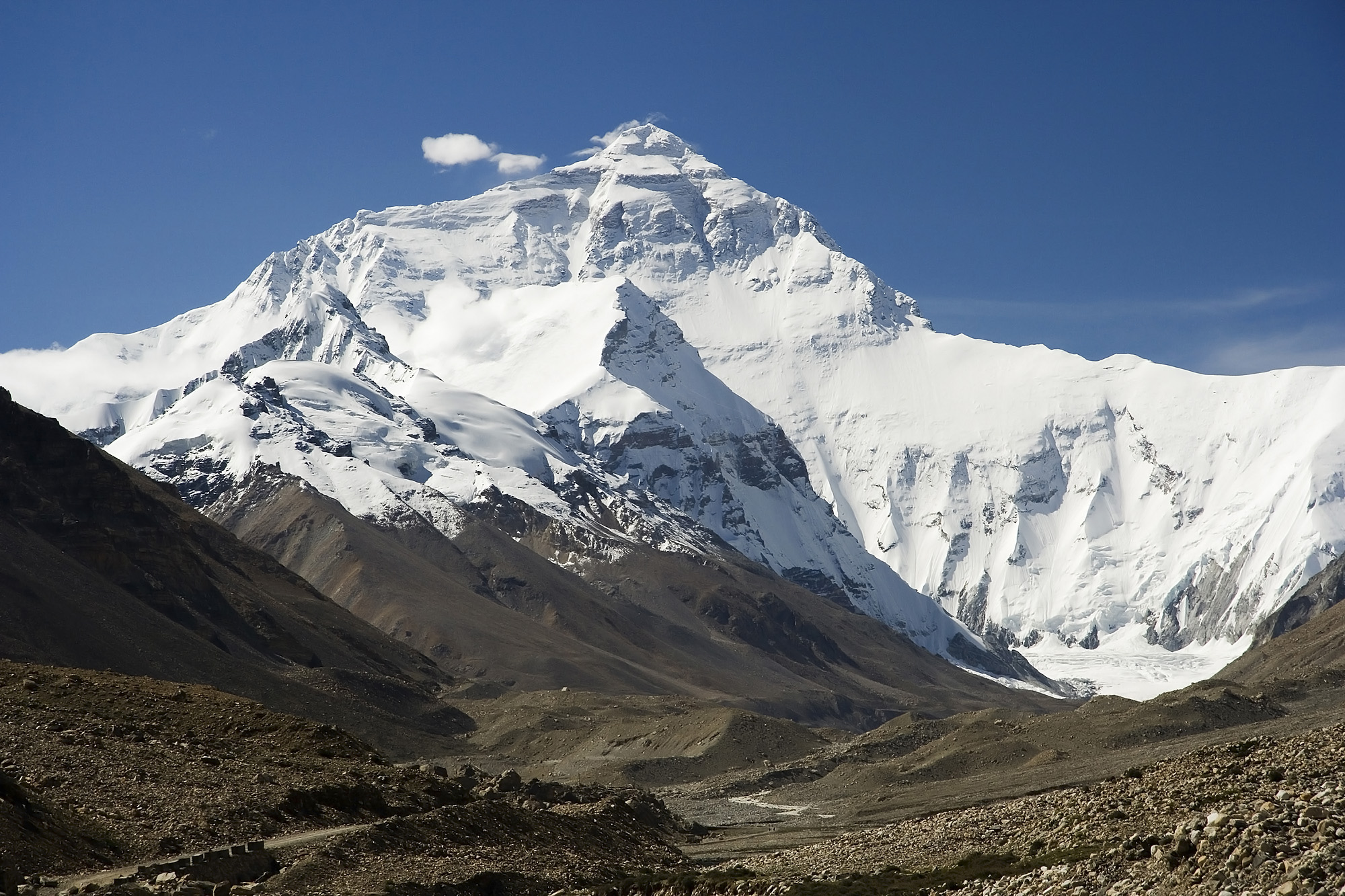
Вид на Эверест. Фото 18.8.2006 г.

### Восхождение на Эверест
Историческое восхождение состоялось 29 мая 1953 года. Тенцинг взошёл на Эверест вместе с Эдмундом Хиллари, в рамках британской экспедиции под предводительством Джона Ханта. Восхождение было приурочено ко дню коронации Елизаветы II.
Впоследствии Тенцинг так писал о покорённой ими вершине Эвереста:

Первым делом мы сделали то, что делают все альпинисты, взойдя на вершину горы: пожали друг другу руки. Но разве можно было ограничиться этим на Эвересте! Я принялся размахивать руками, потом обхватил Хиллари, и мы стали колотить друг друга по спине…
Сияло солнце, а небо — во всю жизнь я не видел неба синее!… Я глядел вниз и узнавал места, памятные по прошлым экспедициям… долгий путь, пройденный нами… долины и взгорья моей родной страны… Со всех сторон вокруг нас высились великие Гималаи… величайшие вершины мира, даже сама Канченджанга, казались маленькими холмиками. Никогда ещё я не видел такого зрелища и никогда не увижу больше — дикое, прекрасное и ужасное.
Однако я не испытывал ужаса. Слишком сильно люблю я горы, люблю Эверест. В великий момент, которого я ждал всю жизнь, моя гора казалась мне не безжизненной каменной массой, покрытой льдом, а чем-то тёплым, живым, дружественным. Она была словно наседка, а остальные вершины — цыплята, укрывшиеся под её крыльями. Мне казалось, что я сам могу раскинуть крылья и прикрыть ими мои любимые горы.

За восхождение на Эверест Тенцинг Норгей был награждён Непальской Звездой и наградой Великобритании — медалью Георга.

### Жизнь «после Эвереста»
После восхождения на Эверест Тенцинг Норгей прекратил участие в гималайских экспедициях. Став культовой фигурой в Индии и всей Азии, он оказался вовлечён в политические игры, что подпортило его репутацию в глазах бывших коллег. Политические спекуляции вокруг него осложнялись тем, что он был рождён в Непале, жил в Индии, а успеха достиг у англичан, приурочивших экспедицию к коронации. Англичанами он был нанят (и как старшина носильщиков, и для штурмовой связки); а экипировку использовал самую разнообразную — в том числе английскую и швейцарскую, подобранную им вперемешку, из соображений удобства. Ему сильно досаждали вопросами вроде «Кто был самым первым?» и «Почему это был Хиллари, а не ты?» — хотя вопросы такого рода абсурдны, когда речь идёт о восхождении в связке.
С другой стороны, он — ценой повышенного внимания к своей ранее незаметной персоне — обрёл благосостояние и смог, наконец, построить собственный дом.
В 1954 году, при поддержке индийского правительства, Тенцинг создал в Дарджилинге «Гималайский институт альпинизма» (ГИА), бессменным директором которого он являлся вплоть до своего выхода на пенсию в 1976 году. Институт занимался разработкой методик и техники горных восхождений, подготовкой индийских альпинистов-профессионалов (в том числе и для армии). Для грамотной организации учебного процесса Тенцинг стажировался в Швейцарии.

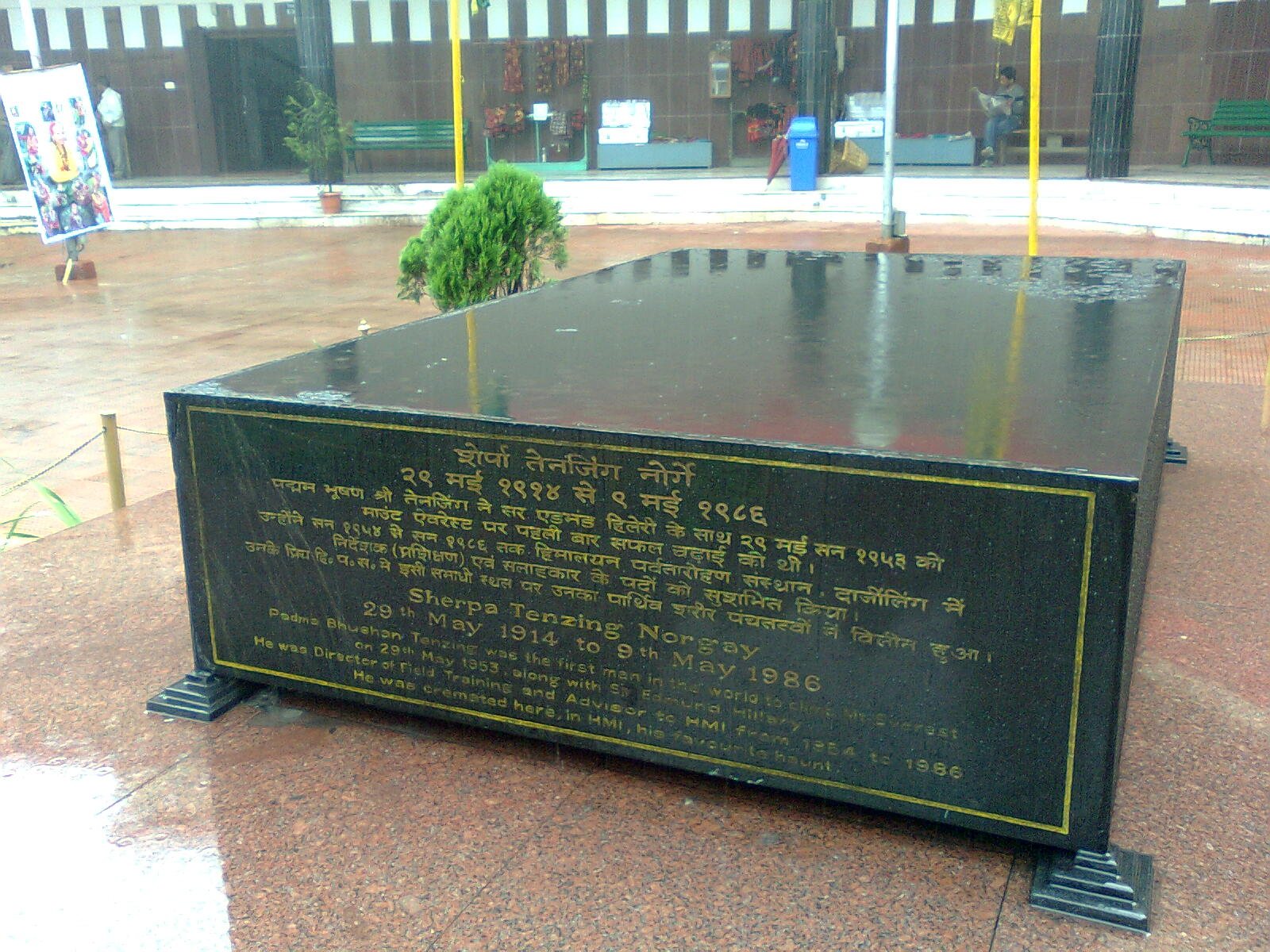
Мемориал Тенцинга Норгея в Дарджилинге. Фото 4.7.2011 г.

В 1975 году с разрешения короля Бутана Джигме Сингье Вангчука сопровождал в качестве гида первую допущенную в страну экскурсионную группу из США, которую он также представил последнему королю Сиккима.
Тенцинг Норгей скончался 9 мая 1986 г. в Дарджилинге, не дожив около трёх недель до своего 72-летия. Причина смерти — кровоизлияние в мозг. Его останки были кремированы там же, в Гималайском институте альпинизма.

## Семья
Тенцинг был женат трижды. Первая жена рано умерла. На второй (двоюродной сестре первой) женился ради поддержки малолетних детей. Третью жену Дакку, которая была заметно моложе его, привёл в дом ещё при жизни второй жены (многожёнство вполне допускается обычаем шерпов). Дакку умерла в 1992 году.

## Память
- В честь Тенцинга Норгея и Эдмунда Хиллари назван один из самых высотных в мире аэропортов — аэропорт города Лукла.
- В августе 2017 года в его честь названы горы Тенцинга на Плутоне, открытые американским исследовательским зондом «Новые горизонты».